# Scott Weinger
Scott Eric Weinger (Nueva York, 5 de octubre de 1975) es un actor, productor, guionista estadounidense conocido por ser la voz de Aladdín en el largometraje del mismo nombre de Walt Disney. Weinger volvió a tomar el papel en las dos secuelas siguientes, directas a vídeo y para la serie de televisión de Disney Channel. También es conocido por el personaje de Steve Hale, el novio de DJ Tanner en "Full House y Fuller House" durante varias temporadas. Actualmente, está escribiendo para la televisión, y ha escrito tanto para la comedia y el drama.

## Primeros años
Weinger nació en Manhattan, hijo de Barbara, profesora; y Elliot Weinger, cirujano ortopédico. Es el mayor de cuatro hermanos, teniendo dos hermanos y una hermana. Pasó la mayor parte de su infancia viviendo en el sur de Florida. Se mudó con su familia a Los Ángeles cuando su carrera comenzó a despegar. 
Se empezó a interesar por la actuación en tercer grado, cuando un actor hizo una presentación para el Día de las Carreras. Él insistió a sus padres para que lo llevaran a un agente, hasta que finalmente se dieron cuenta de que su hijo iba en serio acerca de convertirse en un actor. El primer trabajo de Weinger fue un comercial de televisión nacional para Ideal Toys.
En el otoño de 1994, Scott dejó los escenarios para cumplir otro sueño, asistir a la Universidad de Harvard. Aun teniendo clases, él continuó unos proyectos que ya había empezado, pero con menos frecuencia para mantener sus excelentes notas.
Se graduó en 1998, obteniendo el grado de magna cum laude.

## Televisión
Después de conseguir su primer invitado papel estelar en "Va de ABC Life On," se convirtió en una serie regular Weinger en la comedia de situación "Family Man" en la CBS. La serie fue producida para la cadena CBS por Miller-Boyett Productions, que también produjo otros muchos éxitos. 
Su siguiente papel regular en una serie llegó cuando fue elegido como Steve Hale en la exitosa serie Full House desde 1992 hasta 1995 (también producido por Miller-Boyett Productions), después de que él actuara como invitado en un episodio durante su quinta temporada. Durante su etapa en "Full House Weinger obtuvo su primer papel en el cine como la voz de Aladdín. Más tarde, en un episodio de "Full House" en el que la familia Tanner se va de viaje a Disney World, su personaje aparece vestido de Aladdín.
En 2016 volvió a aparecer en la secuela de la serie Full House volviendo a interpretar a Steve Hale.

## Cine
Weinger fue elegido como Aladdín, en la animación de Walt Disney Pictures largometraje Aladdín. Volvería a tomar el papel para la serie de Disney Channel, Aladdín, las secuelas directas a video El retorno de Jafar y Aladdin and the King of Thieves, y en las versiones en idioma inglés de la saga de videojuegos de Square-Enix/Disney Kingdom Hearts.

## Harvard
En otoño de 1994, Weinger dejó Los Ángeles para asistir a la Universidad de Harvard. Mientras asistía a clases, continuó trabajando como la voz de Aladdín e hizo una última aparición en "Full House". Durante sus años en Harvard, Weinger sirvió como corresponsal de la juventud en la cámara de "Good Morning America", un trabajo que requiere mucho los viajes internacionales, así como frecuentes apariciones en vivo en el programa para discutir sus piezas con Charles Gibson. 
Scott se concentra y se graduó en Harvard en junio de 1998.

## Vida
Desde su regreso a Hollywood, ha protagonizado una película de terror, Shredder; producido un premiado cortometraje, El jugador de cricket, y prestó su voz para Metrópolis de Osamu Tezuka y PhilharMagic el 3-D de Disney película de Mickey. 
Más recientemente, ha sido un escritor de series como Al igual que la familia y lo que me gusta de ti. Mientras escribía para qué me gusta de ti que también aparece con frecuencia en la demostración como el novio oficial de policía de carácter Allison Munn. En 2006, tuvo un papel como estrella invitada en la comedia Scrubs. 
De 2008 a 2009 fue un escritor de drama aclamado por la crítica CW privilegiada. En la actualidad es un escritor del drama CW 90210 (2010).